# Serge Lazareff Medaille
Die Serge-Lazareff-Medaille ist eine internationale Auszeichnung, die im Rahmen des Supreme Headquarters Allied Powers Europe der NATO an Zivilisten und Militärangehörige verliehen wird. Seit 2017 werden mit ihr Personen ausgezeichnet, die sowohl in der NATO als auch außerhalb der Organisation einen herausragenden Beitrag für die NATO-Rechtsposition(en) und NATO-Rechtswerke, sowohl auf nationaler
und internationaler Ebene geleistet haben. Die Medaille wurde zu Ehren des angesehenen Juristen, Akademikers und NATO-Anwalts Serge Lazareff benannt, der eine bedeutende Rolle bei der Ausarbeitung des NATO-Status of Forces Agreement spielte.

## Klassen und Kategorien
Es gibt drei verschiedene Klassen der Serge Lazareff-Medaille:
- Grand Star
- Commander
- Star

Es gibt verschiedene Kategorien:
- Gewöhnlich, wo man vier Unterkategorien unterscheiden kann.
  - Individuell
  - Mit Auszeichnung, individuell
  - Kollektiv
  - Ehrenhaft
- Außergewöhnlich

Zudem gibt es die Kategorie Long service (Langjährige Dienstzeit) für langjähriges juristisches Personal, das in einem der Rechtsämter des Alliierten Kommandos für Operationen Dienst getan hat. Die Verleihung kann Post mortem erfolgen.

## Orden und Bandschnalle
| Serge Lazareff Medal | Serge Lazareff Medal | Serge Lazareff Medal | Serge Lazareff Medal | Serge Lazareff Medal |
| -------------------- | -------------------- | -------------------- | -------------------- | -------------------- |
|                      |                      |                      |                      |                      |
| Ribbons              |                      |                      |                      |                      |
|                      |                      |                      |                      |                      |